# Český rozhlas Zlín
Český rozhlas Zlín je regionální rozhlasová stanice Českého rozhlasu, sídlící ve Zlíně a vysílající pro Zlínský kraj. Vznikla v roce 2017 a je tak druhou nejmladší regionální stanicí stanicí Českého rozhlasu. Ředitelem stanice je od roku 2023 Josef Podstata (spolu s ČRo Brno, ČRo Olomouc a ČRo Ostrava).
Vlastní program stanice vysílá denně od 5.00 do 9.00, od 14.00 do 16.00 a od 17.00 do 18.00 hodin, zatímco dopoledne a v podvečer šíří vysílání ČRo Brno. V několika oknech přes den a v rámci večerního a nočního vysílání uvádí celoplošné pořady stanice ČRo Střední Čechy a společný program regionálních stanic Českého rozhlasu.

## Historie

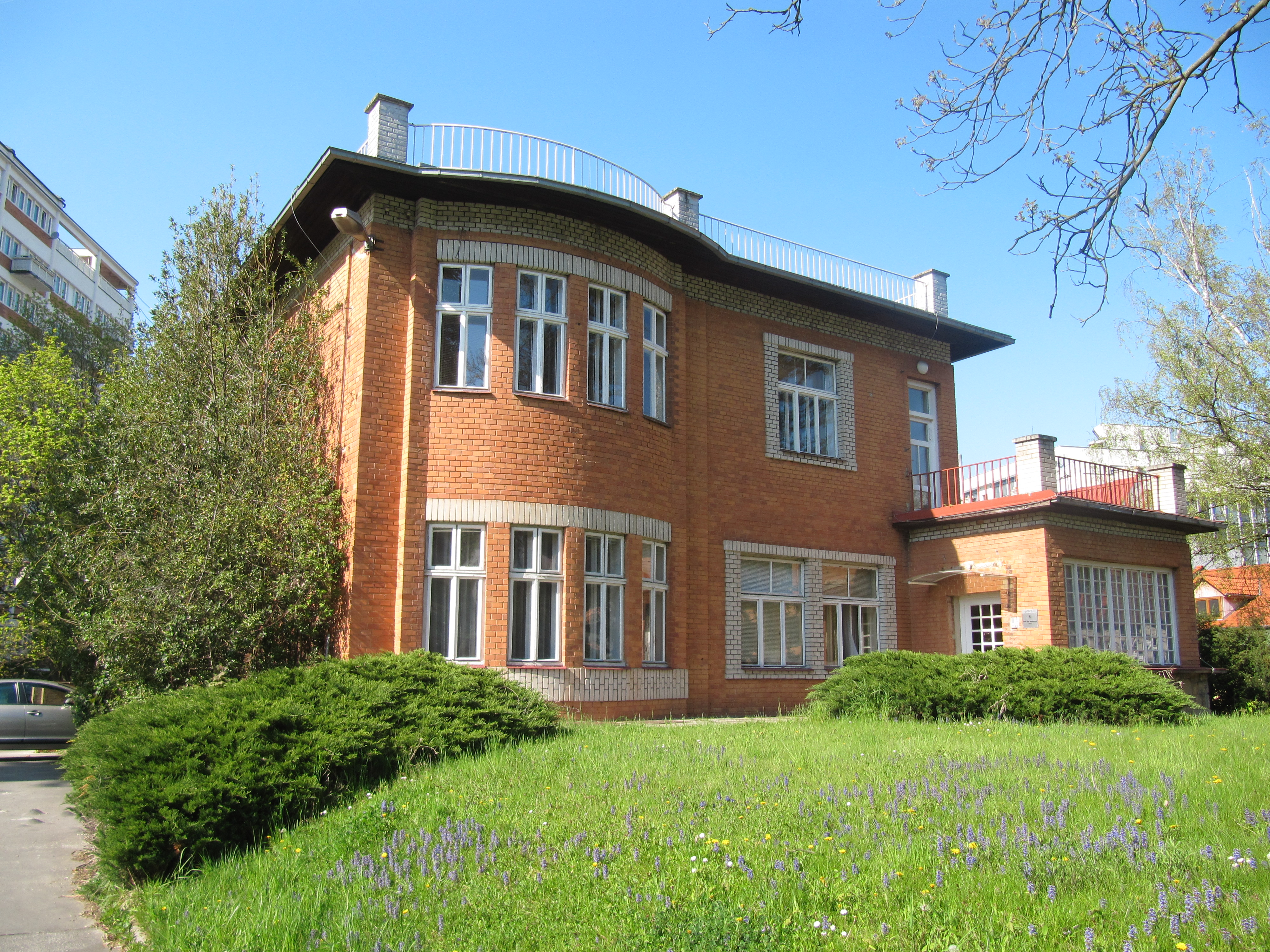
Vila Jana Antonína Bati, sídlo ČRo Zlín

Redakce Českého rozhlasu vznikla ve Zlíně v roce 2004, kdy zahájila odpojované několikahodinové denní vysílání v rámci ČRo Brno. Samostatná stanice ČRo Zlín byla zřízena v roce 2017 a svoje vysílání spustila 1. listopadu 2017. Stanice sídlí ve vile Jana Antonína Bati.

## Distribuce signálu
Český rozhlas Zlín vysílá analogově ve VKV pásmu, stanice vysílá také digitálně na platformách DAB+ (v multiplexu ČRo DAB+), DVB-S2 a na internetu.
| Město                 | Frekvence |
| --------------------- | --------- |
| Zlín                  | 97,5 FM   |
| Uherské Hradiště      | 99,1 FM   |
| Uherský Brod          | 107,3 FM  |
| Vsetín                | 89,5 FM   |
| Valašské Klobouky     | 101,8 FM  |
| celá Morava a Slezsko | 12D DAB+  |